# دنیس جنرو

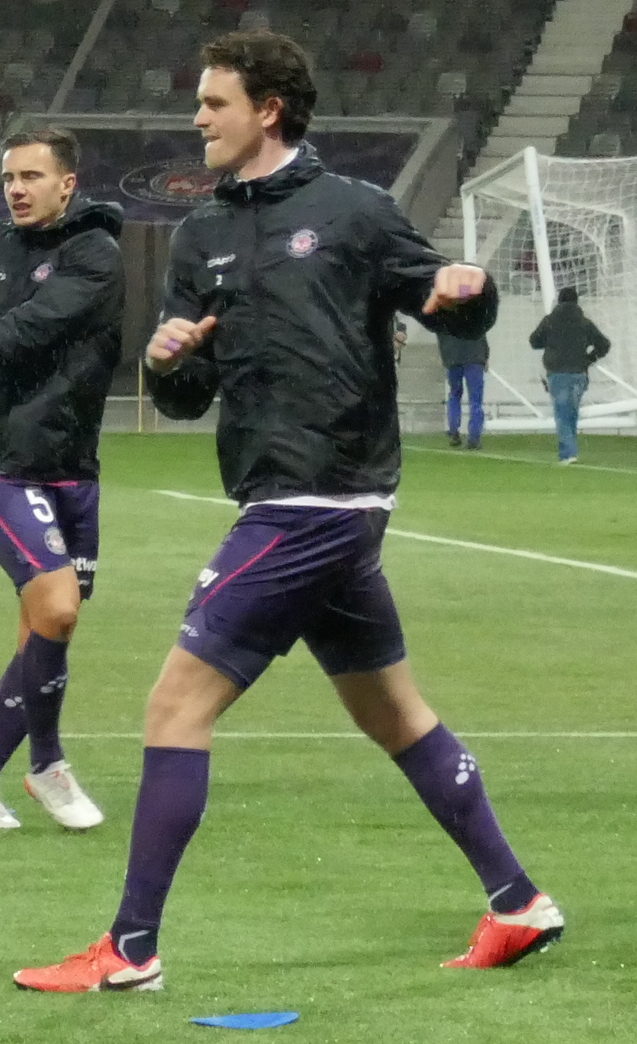
دنیس جنرو - ۲۰۲۲

دنیس جنرو (انگلیسی: Denis Genreau؛ زادهٔ ۲۱ مهٔ ۱۹۹۹) بازیکن فوتبال اهل استرالیا است.
از باشگاه‌هایی که در آن بازی کرده‌است می‌توان به باشگاه فوتبال پک زووله اشاره کرد.
وی همچنین در تیم‌های ملی فوتبال زیر ۲۰ سال استرالیا و زیر ۲۳ سال استرالیا بازی کرده‌است.